# Northrop Grumman Switchblade
Northrop Grumman Switchblade byl projektem bezpilotního vysokorychlostního bombardéru s otočným křídlem. Roku 2005 organizace DARPA vybírala společnost pro realizaci první fáze programu Oblique Flying Wing (OFW), který později získal název Switchblade. Vítězem výběru se stala společnost Northrop Grumman, která začala pracovat na letounu s cílem postavit zmenšený demonstrátor s rozpětím 12,19 m (40,0 ft) do roku 2010 a letoun v plné velikosti (rozpětí 61 m) do roku 2020. Program, na který bylo přiděleno 10,3 milionu USD, byl roku 2008 ukončen, aniž by byl dokončen jediný letoun.
Letoun měl vzlétat a přistávat konvenčně. Otočné křídlo se mělo pro let nadzvukovou rychlostí natočit až o 60°. Konstrukčně se mělo jednat o samokřídlo, tedy o letoun bez ztrupu a ocasních ploch.
V první fázi se měla společnost Northrop Grumman zaměřit na koncepční návrh letounu a provést testy, které by prokázaly vyzrálost technologie. V další fázi pak měl být postaven experimentální nadzvukový letoun.

## Specifikace
Technické údaje
- Rozpětí: 61 m

Výkony
- Maximální rychlost: Mach 2
- Cestovní rychlost: Mach 1,6
- Dolet: 9 260 km (5 000 nmi) s nákladem 1 800 kg při misích ISR
- Vytrvalost: 15 hodin při subsonické rychlosti
- Dostup: 18 300 m
- Nosnost: 6 800 kg